# Heteropoda belua
Heteropoda belua là một loài nhện trong họ Sparassidae.
Loài này thuộc chi Heteropoda. Heteropoda belua được Peter Jäger miêu tả năm 2005.